# Phrissotrichum

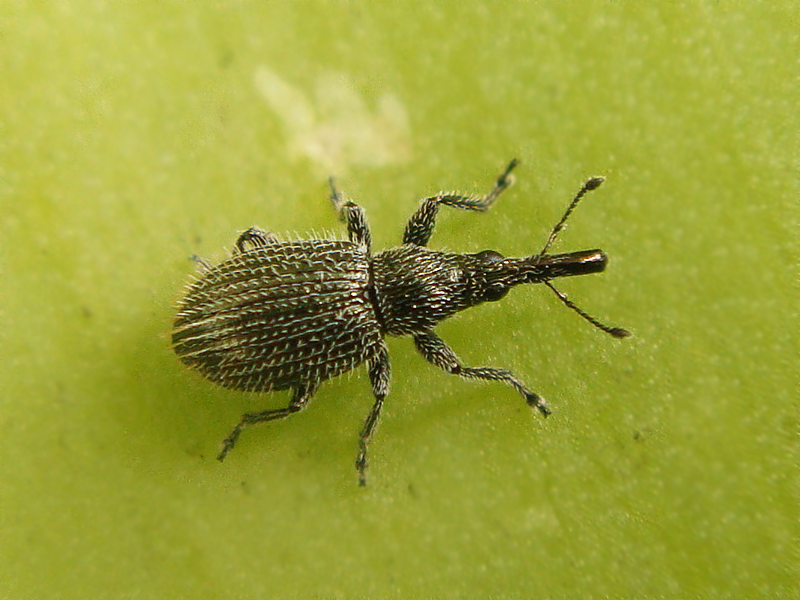
Phrissotrichum tubiferum

Phrissotrichum – rodzaj chrząszczy z rodziny pędrusiowatych i plemienia Aplemonini. Obejmuje 15 opisanych gatunków. Zamieszkują Europę, Afrykę Północną i Azję Zachodnią. Żerują na czystkowatych.

## Morfologia
Chrząszcze o ciele długości od 1,8 do 3,6 mm. Ubarwienie mają metalicznie brązowe, spiżowe, miedziane, zielone lub niebieskie. Oskórek porastają lancetowate do włosowatych, białawo zabarwione łuski, które na głowie, ryjku, przedpleczu, przednim brzegu przedpiersia i międzyrzędach pokryw są odstające, na bokach i spodzie ciała głównie półprzylegające, a w rzędach pokryw przylegające.
Głowę cechują: płaskie do wklęśniętego czoło z drobnymi rowkami lub podłużnym dołkiem, nieco wydłużone i płaskie do wypukłych oczy, niskie i dochodzące ledwo do połowy oczu kile podoczne oraz osadzone między 0,3 a 0,43 długości ryjka czułki o owalnych buławkach od 1,6 do 1,8 raza dłuższych niż szerokich. Niemal całkiem prosty, rurkowaty ryjek ma na spodzie słabo zaznaczone, ku tyłowi zanikające rowki. W podrodzaju nominatywnym długość ryjka wynosi od 1,15 do 1,25 długości przedplecza u samców i od 1,9 do 2,25 jego długości u samic. W podrodzaju Schilskyapion dymorfizm płciowy jest słabiej zaznaczony i długość ryjka wynosi od 0,87 do 1,2 długości przedplecza u samców oraz od 1,15 do 1,52 długości przedplecza u samic.
Przedplecze jest tak szerokie jak długie lub szersze niż dłuższe, o zaokrąglonych, za przednią krawędzią silniej niż przed krawędzią tylną przewężonych bokach oraz prostej krawędzi tylnej. Dołki przedtarczkowe są głębokie. Poprzeczna tarczka ma kształt półkolisty do prawie trójkątnego, a powierzchnię nagą, pośrodku wciśniętą. Podługowato-owalne pokrywy największą szerokość osiągają pośrodku lub za środkiem. Cienkie, słabo widoczne wyspecjalizowane szczecinki wyrastają po jednej w tylnej ⅓ międzyrzędu siódmego i na szczycie międzyrzędu dziewiątego. Długość przedpiersia jest bardzo mała. Wyrostek zapiersia jest krótki i obrzeżony. Odnóża mają nieuzbrojone golenie, a pazurki wyposażone w długie, ząbkowate wypustki, wskutek czego robią one wrażenie rozdwojonych.
Odwłok ma pierwszy z widocznych sternitów prawie dwukrotnie dłuższy niż następny (oba są niezbyt wypukłe), a piąty na tylnej krawędzi zaokrąglony u samicy i ścięty u samca. Wierzchołkowa krawędź pygidium u samca jest równomiernie zakrzywiona, niezmodyfikowana, pozbawiona wcięcia. Między znacznie dłuższymi od trzonka ramionami Y-kształtnego spiculum gastrale znajduje się zesklerotyzowana, trójkątna błona. Genitalia samca mają tegmen z płatami parameroidalnymi zesklerotyzowanymi z wyjątkiem błoniastych, porośniętych mikroszczecinkami krawędzi, a także wąskie okienka oraz silnie wykrojone prostegium z dwoma ząbkami nasadowo-bocznymi przechodzącymi w kile grzbietowe. Lekko spłaszczony do walcowatego, niezbyt w widoku bocznym zakrzywiony płat środkowy edeagusa (prącie) różni się pomiędzy podrodzajami budową szczytu – u nominatywnego jest on w widoku bocznym wydłużony, zgrubiały, podgięty i zaokrąglony, zaś u Schilskyapion jest on w widoku bocznym krótki, delikatnie zbudowany, odgięty i spiczasty. Temony są długie. W nasadowej części endofallusa występują stępione, stosunkowo duże ząbki i zazwyczaj spikule, zaś w części wierzchołkowej ostre ząbki mniejsze.

## Ekologia i występowanie
Owady te są fitofagami czystkowatych. Larwy przechodzą rozwój wewnątrz pąków kwiatowych i torebek. Przedstawiciele podrodzaju nominatywnego są monofagami rodzaju czystek, natomiast gatunki z podrodzaju Schilskyapion żerują na posłonkach i Halimium.
Rodzaj palearktyczny. Większość gatunków występuje w obszarze śródziemnomorskim, w tym jego części europejskiej, północnoafrykańskiej i zachodnioazjatyckiej. W Europie Środkowej stwierdzony został tylko Ph. rugicolle, sięgający na północ do Niemiec, Czech i Słowacji.

## Taksonomia
Takson ten wprowadzony został w 1901 roku przez Friedricha Juliusa Schilskiego w randze podrodzaju w obrębie rodzaju Apion. Autor ów jego gatunkiem typowym wyznaczył Apion tubiferum. W 1990 roku Miguel A. Alonso-Zarazaga wyniósł omawiany takson do rangi osobnego rodzaju, zawęził jego definicję oraz podzielił na dwa podrodzaje. Jeden z nich nazwał na cześć Schilskiego Phrissotrichum (Schilskyapion) i wyznaczył jego gatunkiem typowym Apion perrisii.
Do rodzaju zalicza się 15 opisanych gatunków, zgrupowanych w dwóch podrodzajach:
- Phrissotrichum (Phrissotrichum) Schilsky, 1901
  - Phrissotrichum boiteli (Normand, 1939)
  - Phrissotrichum sicanum Ehret, 1997
  - Phrissotrichum tubiferum (Gyllenhal, 1833)
  - Phrissotrichum tubuliferum (Wollaston, 1864)
  - Phrissotrichum wenckeri (Brisout de Barneville, 1863)
- Phrissotrichum (Schilskyapion) Alonso-Zarazaga, 1990
  - Phrissotrichum apenninicola Osella, Zuppa et Altea, 1993
  - Phrissotrichum brevipile (Desbrochers des Loges, 1895)
  - Phrissotrichum delphinense (Hustache, 1913)
  - Phrissotrichum grenieri (Desbrochers des Loges, 1875)
  - Phrissotrichum leonhardi (Reitter, 1903)
  - Phrissotrichum moroderi (Desbrochers des Loges, 1907)
  - Phrissotrichum osellai (Sacco et Colonnelli, 1985)
  - Phrissotrichum perrisii (Wencker, 1859)
  - Phrissotrichum revelieri (Perris, 1869)
  - Phrissotrichum rugicolle (Germar, 1817).

Jako przypuszczalnie najbliższego krewnego tego taksonu wskazuje się rodzaj Helianthemapion.